# Bremdal
Bremdal is een plaats in de Deense regio Midden-Jutland, gemeente Struer. De plaats telt 1868 inwoners (2008).